# Palma il Vecchio
Jacopo d'Antonio Negreti, kallad Palma il Vecchio, född cirka 1480, död 1528 i Venedig, var en italiensk målare under renässansen.

## Biografi
Vecchio hette troligen Jacopo Negretti, och har troligen kommit som ung till Venedig, där han var verksam från 1510. I början tillhörde han Bergamokretsen, men vände efter hand från denna och sin av Giovanni Bellini influerade konst och tog istället starka intryck av Giorgione. Omkring 1508–1510 övergick han till en mogen högrenässansstil med ljusdunkelmåleri och en förkärlek för breddformat.
Palma il Vecchio har målat altartavlor, porträtt och aktstycken. Bland de första märks i synnerhet de så kallade Sacra conversazione-bilderna, Madonnan eller den Heliga familjen med helgon. Målningar av Vecchio med detta motiv finns i Santa Maria Formosa i Venedig samt i Wien, Neapel, Paris med flera plater. Hans damporträtt visar vanligen blonda skönheter i halvfigur, som Violante i Wien och gruppbilden De tre systrarna i Dresden. Hans äldsta kända arbete är gruppen Adam och Eva (målad före 1512, nu i Braunschweig), en senare period tillhör Vilande Venus i Dresden.

## Bilder
| - Porträtt av dam med blottat bröst (1525). Gemäldegalerie i Berlin. |